# Christel Rode
Christel Rode fou un ciclista alemany, especialista en el ciclisme en pista, concretament en la prova de Velocitat. El 1913 va guanyar una medalla Campionat del Món de Velocitat amateur per darrere dels britànics William Bailey i Harry Ryan.

## Palmarès
- 1904
  -  Campió d'Alemanya amateur en Velocitat
- 1913
  -  Campió d'Alemanya amateur en Velocitat